# 김한수 (1992년)
김한수(金韓洙, 1992년 10월 18일 ~ )는 대한민국의 화이트 해커이자 유튜버, 정보보안 전문가이다. 아주대학교 전자공학과를 졸업하였으며, 정보보안 교육 브랜드 ‘SegFault Academy’를 운영하고 있다. 유튜브 채널 Normaltic Place를 통해 해킹, 사이버 보안, 개인정보 보호 관련 콘텐츠를 제작하고 있으며, SK텔레콤 유심 해킹 사건에 대해 전문가 인터뷰를 통해 대중적 인지도를 높였다. 또한 정보보안 실무서인 《OAuth 2.0 API 보안 2/e》의 한국어 번역 작업에 참여하였으며, 방송과 자문을 통해 보안 대중화에 기여하고 있다.

## 생애
김한수는 1992년 10월 18일 대한민국에서 태어난 화이트 해커이자 정보보안 전문가이며, 유튜브 채널 'Normaltic Place'를 운영하는 보안 콘텐츠 크리에이터이다. 아주대학교 전자공학과를 졸업한 그는 대학 재학 중 정보보안에 입문하여 20대 후반부터 본격적으로 화이트 해커 활동을 시작했다. 모의 해킹 및 기업 보안 컨설팅 분야에서 활동하며, 금융기관과 대기업, 공기업의 보안 점검 프로젝트를 다수 수행한 실무 경험을 갖고 있으며, 'OAuth 2.0 API 보안 2/e'의 번역자로도 참여하였다. 그는 방송과 대중 콘텐츠를 통해 보안 의식을 대중화하는 데 주력해왔고, 정보보안 교육 브랜드 'SegFault Academy'를 설립해 초보자 대상 교육과 커뮤니티 운영에도 힘쓰고 있다. 특히 SK텔레콤 유심 해킹 사태에 대해 "해킹이 아닌 로그인이었다"고 비판하며 조사 보고서의 맹점을 지적한 인터뷰로 화제가 되었으며, SKT 사태의 원인을 분석하며 유심보호서비스의 한계와 로그 보존의 허점을 구체적으로 짚어내 전문가로서의 통찰을 드러냈다. 그는 중앙일보와의 인터뷰를 통해 정보보안에 대한 저평가된 예산 현실과 통신사의 구조적 한계를 지적했으며, 이러한 공공 발언과 활동을 통해 실무와 대중소통을 모두 아우르는 화이트 해커로 자리매김하고 있다. 2025년에는 채널A ‘이제 만나러 갑니다’에 출연하여 북한 해커 조직의 암호화폐 탈취 사건을 분석하며 북한의 고도화된 해킹 수법과 사이버전 양성체계에 대해 설명해 화제를 모았고, 이 외에도 왓챠 오리지널 프로그램 '도둑잡기'의 자문으로도 활동하였다. 유튜브 라이브 방송에서는 주로 해킹 이슈, 사이버 공격 시뮬레이션, 개인정보 보호법 등을 주제로 삼고 있으며, VPN, 브레이브·크롬 병행 사용, 온화한 성격, 예술 감상 취미 등의 개인적 특성도 방송을 통해 자연스럽게 드러내고 있다. 그는 경쟁보다 학습과 공유에 중점을 두는 태도로 CTF 대회에는 참여하지 않으며, SegFault 소속 해킹팀 'AAA(Any Any Allow)'도 창설하여 실무 중심의 커뮤니티 활동을 이어가고 있다.